# En la oscuridad (capítulo de Angel)
En la oscuridad (In the Dark en inglés) es el tercer episodio de la primera temporada de la serie de televisión estadounidense Angel. 

## Argumento
En el centro de los ángeles, Ángel rescata a una chica llamada Rachel de su celoso novio Lenny. La chica resulta ser la misma que Ángel salvo de unos vampiros. Mientras los dos hablan Spike se burla de Ángel, amenazando con visitarlo y asesinarlo.
En Investigaciones Ángel recibe la visita de Oz, el guitarrista novio de Willow quien ha venido para entregarle a Ángel la Gema de Amara. Un equivalente al Santo Grial, que elimina las debilidades de los vampiros, convirtiendo a su portador en un auténtico inmortal. Oz le explica al vampiro que su exnovia le mandó la gema, después de habérsela arrebatado a Spike.
Ángel sin estar muy afectado decide esconder la gema en una parte de las alcantarillas. Al día siguiente Ángel recibe una llamada de Rachel quien quiere protección de Ángel ya que Lenny ha sido liberado de la prisión. Antes de poder partir Ángel es atacado por Spike quien le exige la gema y comienza a pelear con Ángel pero se retira al saber que la gema está oculta. Ángel les pide a sus amigos que se escondan, mientras se compromete a proteger la gema del psicópata vampiro.
Interrogando a los distintos amigos de Doyle, Ángel da con el paradero de Spike y comienza a perseguirlo. Cuando Spike parecía completamente acorralado, en ese momento un vampiro deja fuera de combate a Ángel. En una guarida secreta, Spike está preparándose para someter a Ángel a una tortura por parte de Marcus un vampiro que disfruta de torturar a sus propios congéneres y que tiene un gusto en particular con los niños.
Spike se dirige a las oficinas de Investigaciones Angel para robar la gema de Amara pero en su lugar encuentra a Cordelia y a Doyle armados y dispuestos a protegerla. El vampiro les revela que su jefe está capturado y en peligro de muerte. Dicho esto Spike les da un ultimátum; si ambos no consiguen la gema para el final del día, Ángel morirá. Ambos acaban encontrando la gema pero comienzan a cuestionarse si Spike cumplirá su palabra.
En la guarida de Spike, Ángel bajo tortura con filos calientes y luz solar, el vampiro trata de matar a Marcus pero es detenido por Spike. A la guarida llegan Cordelia y Doyle armados, con la joya y con la ayuda de Oz; los chicos le arrojan la gema a Spike y escapan del lugar.
Spike molesto por el escape de Ángel comienza a maldecir hasta que se da cuenta de que Marcus ha escapado con la gema de Amara. Un gozoso Marcus se prepara para matar en plena luz del día. 
Advertido de la predilección de Marcus con los niños, Ángel persuade a Oz de perseguir al vampiro y el grupo consigue interceptarlo en un muelle, a punto de devorar a unos niños exploradores.  Ángel se arroja a sí mismo con Marcus al mar en plena luz del sol y los dos combaten debajo del muelle hasta que Ángel empala a Marcus con un enorme tronco partido y le arrebata la gema, matándolo.  Victorioso Ángel se pone la gema y comienza a pasearse por la playa, alegre de estar bajo el sol.
En la azotea del edificio de Ángel, Doyle y el ensalmado vampiro comienzan a discutir de los beneficios que Ángel podría tener con la gema. Angel le explica que no está convencido de que su camino a la redención sea uno tan sencillo y destruye la gema.

## Producción

### Reparto
- David Boreanaz como Angel.
- Charisma Carpenter como Cordelia Chase.
- Glenn Quinn como Doyle.

### Reparto Secundario
- Seth Green como Oz.
- James Marsters como Spike.
- Kevin West como Marcus.
- Malia Mathis como Rachel.
- Michael Yavnieli como Lenny.
- Ric Sarabia como Vendor.
- Tom Rosales como Manny el cerdo.
- Gil Combs como Bouncer.
- Buck McDancer como Dealer.
- Jenni Blong como una mujer joven.

## Continuidad
- Spike hace su primera aparición en la serie.
- Este episodio ocurre por los acontecimientos sucedidos en La Áspera Luz del día de la cuarta temporada de Buffy la cazavampiros.